# Atelornis
Atelornis é um género de ave da família Brachypteraciidae.
Este género contém as seguintes espécies:
- rolieiro-da-terra-castanho
- rolieiro-da-terra-pitoide